# Gyris Anders Andersson
Gyris Anders Andersson, även kallad Gyrisen (älvdalska Djyrysn), född 15 januari 1822 i Östermyckeläng i Älvdalens socken, död 14 februari 1909 på Klitten, var en svensk målare och fiolspelman.

## Biografi
Gyris Anders Andersson var det äldsta av fem barn till Marit Danielsdotter (1800–1884) och bonden Gyris Anders Matsson (1790–1840) och föddes på Gyrisgården i Östermyckeläng i Älvdalen. Han gifte sig den 17 oktober 1857 med Knif Anna Olsdotter från Klitten, och bosatte sig sedan där. 1871 utvandrade han och hans hustru med andra sockenbor ledd av shakerledaren Anders Blomberg till Pleasant Hill i Kentucky i USA. Gyris Anders ångrade denna resa djupt, bland annat eftersom han inte tilläts spela fiol. Han kom senare till Chicago och bevittnade där Stora Chicagobranden år 1871, vilket lär ha givit upphov till hans komposition Gyrisvalsen eller Chikagovalsen. Han bodde sedan 1871–1874 i Cincinnati, men återvände den 31 augusti 1874 till Klitten och försörjde sig som kringvandrande målare.
Gyris Anders lärde sig först fiol av en spelman som kallades ”Getingen”. I sin ungdom spelade han mycket tillsammans med spelmännen Tommos Anders från Evertsberg och Gamt Berg (Anders Persson) från Garberg, från vilken Gyris Anders hade fått många av sina låtar. Sommaren 1907, vid 85 års ålder, besöktes han av Nils Andersson i arbetet med att uppteckna folkmelodier. I verket Svenska låtar beskrivs Gyris Anders som nestorn bland älvdalsspelmännen. Vid tiden led han av ålderskrämpor och kunde enbart framföra tre låtar för Andersson, men han lär ha haft en ovanligt stor repertoar, och många av hans låtar, bland annat polskor och brudmarscher, har bevarats genom hans lärjungar, framför allt Anders Södersten (Gös Anders Larsson). Hans fiolspel utmärkte sig genom att han ofta använde tre strängar på fiolen samtidigt.
Han deltog i den berömda transporten av Karl XIV Johans sarkofag från Älvdalen till Gävle.